# きびの郷ワンダーランド
きびの郷ワンダーランド（きびのさとワンダーランド）は、かつて岡山県高梁市にあったレジャー施設。

## 概要
当初は「パインツリーゴルフクラブ」としてゴルフ場開発が計画されていたが、第一次オイルショックでゴルフ場の開発が当分見込めなくなり、土地の有効活用および地域振興の目的で遊園地として建設された。
1980年（昭和55年）7月に開園、ピークの1982年度には46万人の入場者を数えた。また1985年（昭和60年）には隣接地にパインツリーゴルフクラブがオープンした。しかしその後、レジャーの多様化や少子化、バブル崩壊などで利用者が減少。1993年以降は夏休み・連休・土日のみ営業を行ったが1996年（平成8年）5月12日をもって閉園した。
ワンダーランド跡地には、岡山県と高梁市が共同計画する吉備ハイランド・オアシス（仮称）整備事業として、まず市事業分である朝霧温泉ゆ・ら・らが2000年（平成12年）11月にオープンした。そして、その約1年後に県事業分であるハイランド公園およびハイランドマウンテンが完成した。跡地に、かつてワンダーランドであったことを示す物件はほとんど無く、ハイランド公園内に「WONDER LAND」の文字が示された植え込みが存在する程度である。
なお、朝霧温泉ゆ・ら・らは2013年（平成25年）1月に閉館し、岡山市南区の企業によってバイオマス発電施設やレストランなどからなる「高梁グリーンパーク」に改修され、2024年（令和6年）3月29日にオープンした。

## 施設等
- 215,000m2の敷地内には、2回転宙返りジェットコースターの「ジェットスパイラル」や、フライバイキング、オートジャイロ、大観覧車、メリーゴーラウンド、ゴーカート、池の外周を1周するミニSL列車「ワンダートレイン」などの大型遊具があった。なおこれらの遊戯施設は、開園前の1979年に岡山市藤田地区で開催された瀬戸内2001大博覧会で使用されたものを再利用していた。
- この他、世界50ヶ国の昆虫を展示した大昆虫科学館、ダイヤモンドミラーメイズ、子供用アスレチック、フラワーパーク、お祭り広場、屋外コンサートができる芝生広場などが存在した。
- 岡山県、香川県、鳥取県、島根県および広島県下ではテレビCMが頻繁に放映された。犬をモチーフとしたマスコットキャラクターをシンボルとし、「わん・わん・わん ワンダーランド」のフレーズでよく知られていた。

主な遊具（1990年時点）
| 機種名                                     | 製造メーカー         |
| ------------------------------------------ | -------------------- |
| ジェットコースター「ジェット・スパイラル」 | サノヤス・ヒシノ明昌 |
| エキサイトスウィンガー                     | サノヤス・ヒシノ明昌 |
| ザ・ポパイ                                 | サノヤス・ヒシノ明昌 |
| 大観覧車                                   | サノヤス・ヒシノ明昌 |
| スカイサイクル                             | サノヤス・ヒシノ明昌 |
| チェアタワー                               | サノヤス・ヒシノ明昌 |
| フライバイキング                           | サノヤス・ヒシノ明昌 |
| レッドモンスター                           | サノヤス・ヒシノ明昌 |
| エキサイトコースター                       | サノヤス・ヒシノ明昌 |
| スカイジェット                             | サノヤス・ヒシノ明昌 |
| ミニSL「ワンダートレイン」                 | サノヤス・ヒシノ明昌 |
| ツイスター                                 | サノヤス・ヒシノ明昌 |
| メリーゴーランド                           | サノヤス・ヒシノ明昌 |
| キャッスルアイランド                       | タスコ               |
| ザ・ショック                               | タスコ               |
| ミニ新幹線                                 | タスコ               |
| ゴーカート「グランプリカー」               | 秀栄                 |
| 釣堀「鯉太郎」                             | 秀栄                 |
| バンパーボート                             |                      |
| ベビーゴルフ                               |                      |
| スペース・アドベンチャー                   |                      |
| ミラクルスペース                           |                      |
| アストロファイター                         |                      |
| ハンマーコング                             |                      |
| ビックリハウス                             |                      |
| ミステリーゾーン                           |                      |
| キャプテンクック                           |                      |
| ミラーハウス                               |                      |

## 歴史

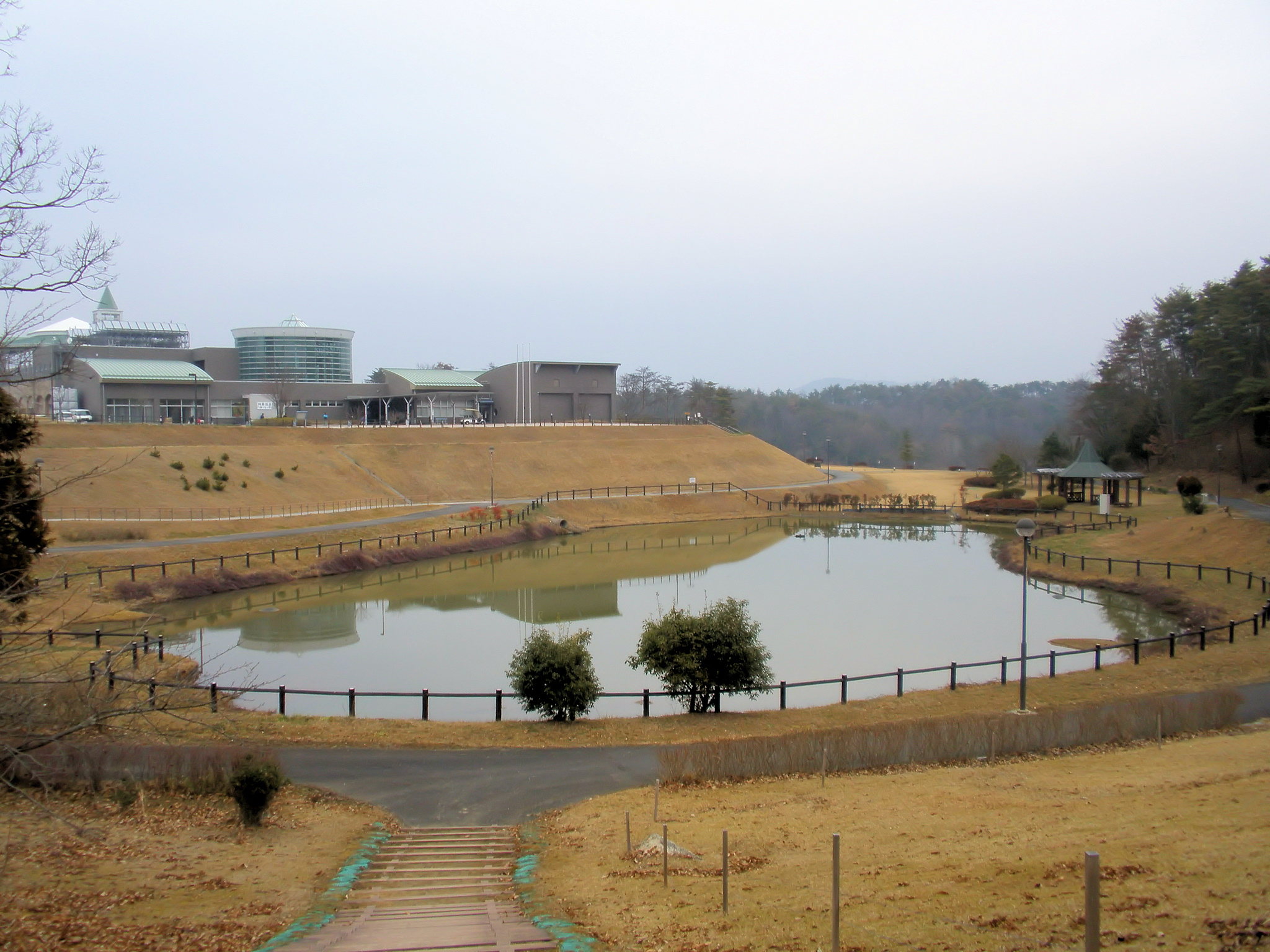
現在のハイランド公園

- 1980年（昭和55年）7月23日 開園。
- 1991年（平成3年） 温泉の掘削に成功する。
- 1996年（平成8年） ワンダーランドが撤退。
- 2000年（平成12年）11月11日 高梁市健康増進施設「朝霧温泉ゆ・ら・ら」開園。
- 2002年（平成14年）3月 吉備ハイランド・オアシス交流広場「ハイランド公園」と大型遊具「ハイランドマウンテン」が完成。
- 2010年（平成22年）4月1日 朝霧温泉ゆ・ら・ら休園。
- 2011年（平成23年）5月28日 - 朝霧温泉ゆ・ら・ら営業再開[4]。
- 2013年（平成25年）1月1日 - 朝霧温泉ゆ・ら・らが再休館[5]（閉館[3]）、経営難により高梁市が撤退[6]。
- 2015年（平成27年） - 朝霧温泉ゆ・ら・らの場外馬券場経営企業への売却を決定、後に市民の反対により撤回[6]。
- 2020年（令和2年）
  - 4月10日 - 5月20日 - 2019新型コロナウイルスに伴いハイランド公園を休園。
  - 5月1日 - 朝霧温泉ゆ・ら・らの売却優先交渉権者を岡山市のエヌディエスに決定[6]。
  - 12月 - エヌディエスが朝霧温泉ゆ・ら・らの優先交渉権を辞退[7]。
- 2024年（令和6年）
  - 3月29日 - 旧「朝霧温泉ゆ・ら・ら」が「高梁グリーンパーク」として改修されオープン[3]。

## アクセス
- 伯備線の備中高梁駅からバスもしくはタクシーで20分